# Bingsjö
Bingsjö är en by i Rättviks socken, nordöstra Dalarna, Rättviks kommun.  Mellan 2015 och 2020 avgränsade SCB här en småort.

## Evenemang
Den årliga Bingsjöstämman lockar tusentals folkmusikintresserade den första onsdagen i juli varje sommar.